# Masami Ihara
Masami Ihara (jap. 井原正巳 Ihara Masami; ur. 18 września 1967 w Minakuchi, w prefekturze Shiga, w Japonii) – piłkarz, reprezentant Japonii, występujący na pozycji obrońcy. Drugi zawodnik pod względem rozegranych meczów dla reprezentacji Japonii (122 występy).

## Kariera reprezentacyjna
- 1988–1999  Japonia – 122 występy, 5 bramek

## Kariera klubowa
- 1983–1985  Moriyama High School
- 1986–1989  Tsukuba University
- 1990–1999  Yokohama F. Marinos – 267 występów, 5 bramek
- 2000–2000  Júbilo Iwata – 20 występów, 1 bramka
- 2001–2002  Urawa Red Diamonds – 54 mecze, 1 bramka

## Statystyki
| Reprezentacja Japonii | Reprezentacja Japonii | Reprezentacja Japonii |
| Rok                   | Mecze                 | Gole                  |
| --------------------- | --------------------- | --------------------- |
| 1988                  | 5                     | 0                     |
| 1989                  | 11                    | 0                     |
| 1990                  | 6                     | 0                     |
| 1991                  | 2                     | 0                     |
| 1992                  | 11                    | 0                     |
| 1993                  | 15                    | 2                     |
| 1994                  | 9                     | 1                     |
| 1995                  | 16                    | 1                     |
| 1996                  | 13                    | 0                     |
| 1997                  | 21                    | 1                     |
| 1998                  | 10                    | 0                     |
| 1999                  | 3                     | 0                     |
| Razem                 | 122                   | 5                     |

## Osiągnięcia
- Mistrz Azji 1992
- Uczestnik Pucharu Azji 1996
- Uczestnik Mistrzostw Świata w piłce nożnej 1998

## Indywidualne nagrody
- 1995 – Azjatycki Piłkarz Roku
- 1993, 1994, 1995, 1996, 1997 – Wybrany do jedenastki sezonu J-League